# Rasmea Odeh
Rasmea Odeh (arabisch رسمية عودة, DMG Rasmiyya ʿAuda; * 1948 in Lifta) ist eine jordanische Terroristin der PFLP und politische Aktivistin palästinensischer Herkunft. Odeh war wegen der Beteiligung an einem Anschlag auf einen israelischen Supermarkt in Jerusalem, bei dem zwei Männer ermordet wurden, zu lebenslanger Freiheitsstrafe verurteilt. 1980 kam sie im Zuge eines Gefangenenaustausches mit der PFLP frei.

## Leben

### Frühe Lebensjahre
Odeh wurde 1948 in Lifta, einem arabischen Dorf westlich von Jerusalem, geboren. Während des Palästinakrieges und der damit verbundenen Nakba verließen alle Bewohner (ca. 2000) das Dorf. Zum damaligen Zeitpunkt war sie erst einen Monat alt. Ihre Familie floh nach Ramallah, wo sie zunächst in einem Zelt wohnte. Ihr Vater emigrierte in den frühen 1950er Jahren in die USA, arbeitete in einer Fabrik und schickte der Familie Geld, wodurch diese in der Lage war, sich eine Zwei-Zimmer-Wohnung zu mieten. Odeh begann im Alter von 12 Jahren, kommunistischen Treffen beizuwohnen und wurde ein Jahr später Mitglied der Bewegung Arabischer Nationalisten, aus der später die PFLP hervorging.

### Terroranschlag in Jerusalem
Am 21. Februar 1969 explodierte in einem Jerusalemer Supermarkt ein Sprengsatz. Dabei wurden die beiden israelischen Studenten Leon Kanner und Eddie Joffe ermordet, neun weitere Personen wurden verletzt. Ein weiterer Sprengsatz wurde vor Ort gefunden und konnte entschärft werden. Die PFLP bekannte sich zu dem Anschlag.
Odeh wurde im Folgenden wegen Beteiligung an dem Anschlag und Mitgliedschaft in einer Terrororganisation verhaftet und 1970 von einem israelischen Militärgericht zu lebenslanger Haft verurteilt. Sie kam im Jahr 1980 frei und wurde nach Jordanien entlassen. Israel hatte einen Gefangenenaustausch mit der PFLP vereinbart, um einen im Libanon gefangen gehaltenen Soldaten frei zu bekommen.

### Illegale Emigration in die USA und Abschiebung
Nachdem sie rund 15 Jahre in Jordanien gelebt hatte, wanderte Odeh 1995 in die USA aus und erlangte 2004 die US-amerikanische Staatsbürgerschaft. In den folgenden Jahren war sie als Aktivistin für Frauenrechte und als pro-palästinensische Aktivistin aktiv.
Weil sie sowohl bei der Einreise als auch bei der Beantragung der Staatsbürgerschaft verschwiegen hatte, in Israel zu einer Gefängnisstrafe verurteilt worden zu sein, wurde sie 2013 wegen Betruges bei der Einwanderung angeklagt und nach jahrelangem Rechtsstreit verurteilt. Ihre US-Staatsbürgerschaft wurde entzogen und sie wurde im September 2017 nach Jordanien abgeschoben.

### Untersagter Auftritt in Berlin
Am 15. März 2019 sollte in Berlin-Kreuzberg eine Veranstaltung unter Beteiligung Odehs stattfinden. Zu der Veranstaltung mit dem Titel „Palästinensische Frauen im Befreiungskampf“ hatten das Samidoun-Netzwerk und der Berliner BDS-Ableger geladen. Pro-israelische und jüdische Organisationen, unter anderem das Jüdische Forum für Demokratie und gegen Antisemitismus und der Zentralrat der Juden, kritisierten die geplante Veranstaltung unter Verweis auf Odehs anti-israelische Ansichten und ihre Vergangenheit als Terroristin scharf. Der Auftritt wurde von der Berliner Senatsverwaltung für Inneres untersagt, Odeh wurde die politische Betätigung in Berlin verboten und ihr Schengen-Visum wurde aufgehoben. Zuvor hatte die Dersim-Kulturgemeinde den Veranstaltern die angemieteten Räumlichkeiten in einer Moschee, in denen die Veranstaltung stattfinden sollte, gekündigt.